# 三伏

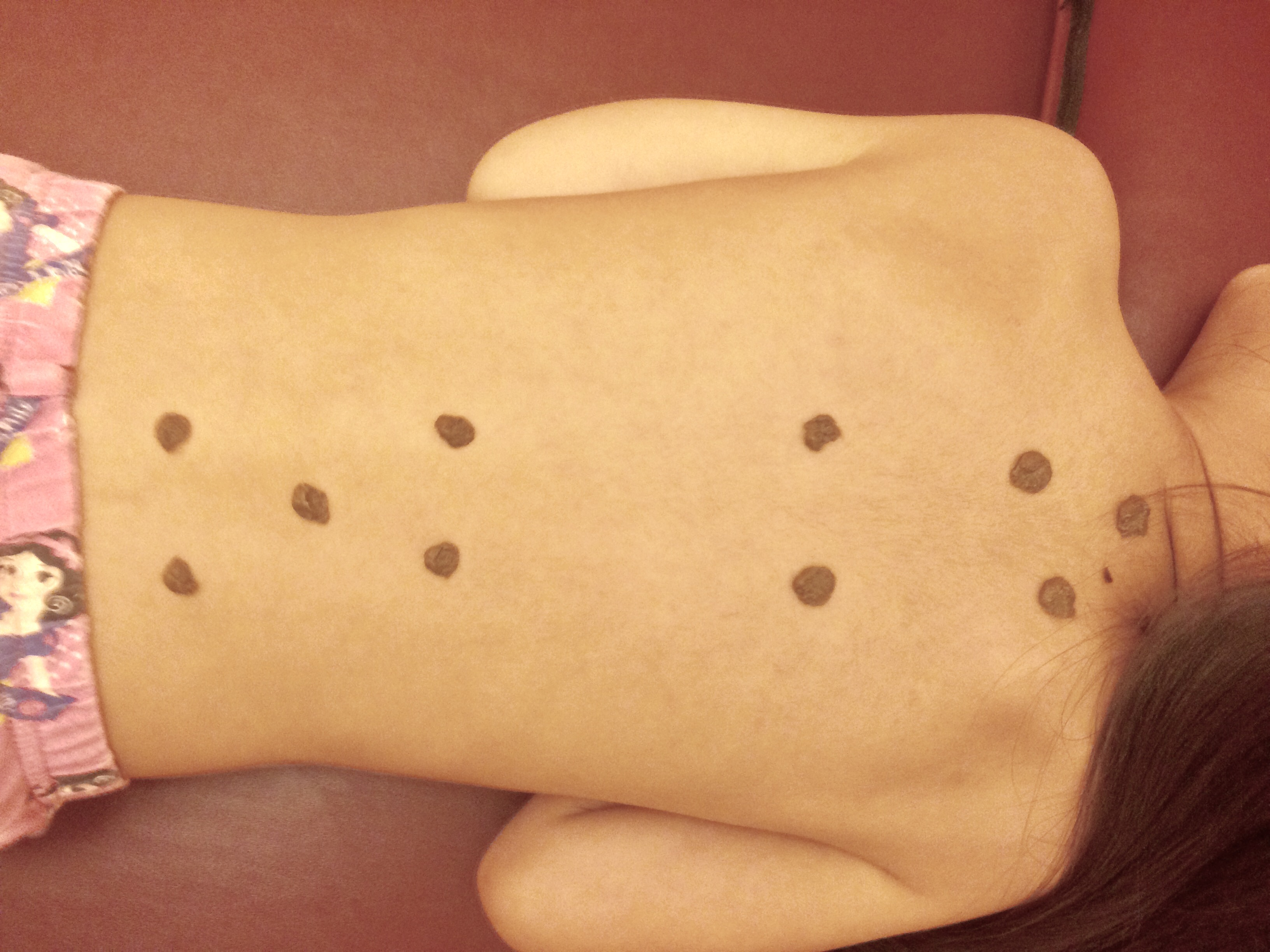
三伏貼の処置を受ける人

三伏（さんぷく）とは、初伏（しょふく）、中伏（ちゅうふく）、末伏（まっぷく）の総称で、選日の1つ。7月中旬から8月上旬の時候を表す言葉。

## 由来
陰陽五行説において庚（かのえ）は陽金であり、金は火に伏せられること（火剋金）から、火性の最も盛んな夏季の庚日は凶であるとする。
そこで夏季3回の庚日を三伏とする。三伏の日取りは流派により異なるが、最も一般的な物では夏至以後の3回目、4回目と立秋以後の最初の庚日をそれぞれ初伏、中伏、末伏とする。
夏至以後の3回目、4回目、5回目、小暑以後の1回目、2回目、3回目とする物もある。いずれの方法でも起算する日が庚である場合はその日を1回目とする。種蒔き、療養、遠行、男女和合など、全て慎むべき日とされている。

## 文化

### 日本
三伏の時期は、7月中旬から8月上旬と酷暑の頃で、「三伏の候」「三伏の猛暑」と手紙の前文に書くなど酷暑の頃を表す言葉として現在も用いられている。また、夏の季語である。

### 韓国・朝鮮

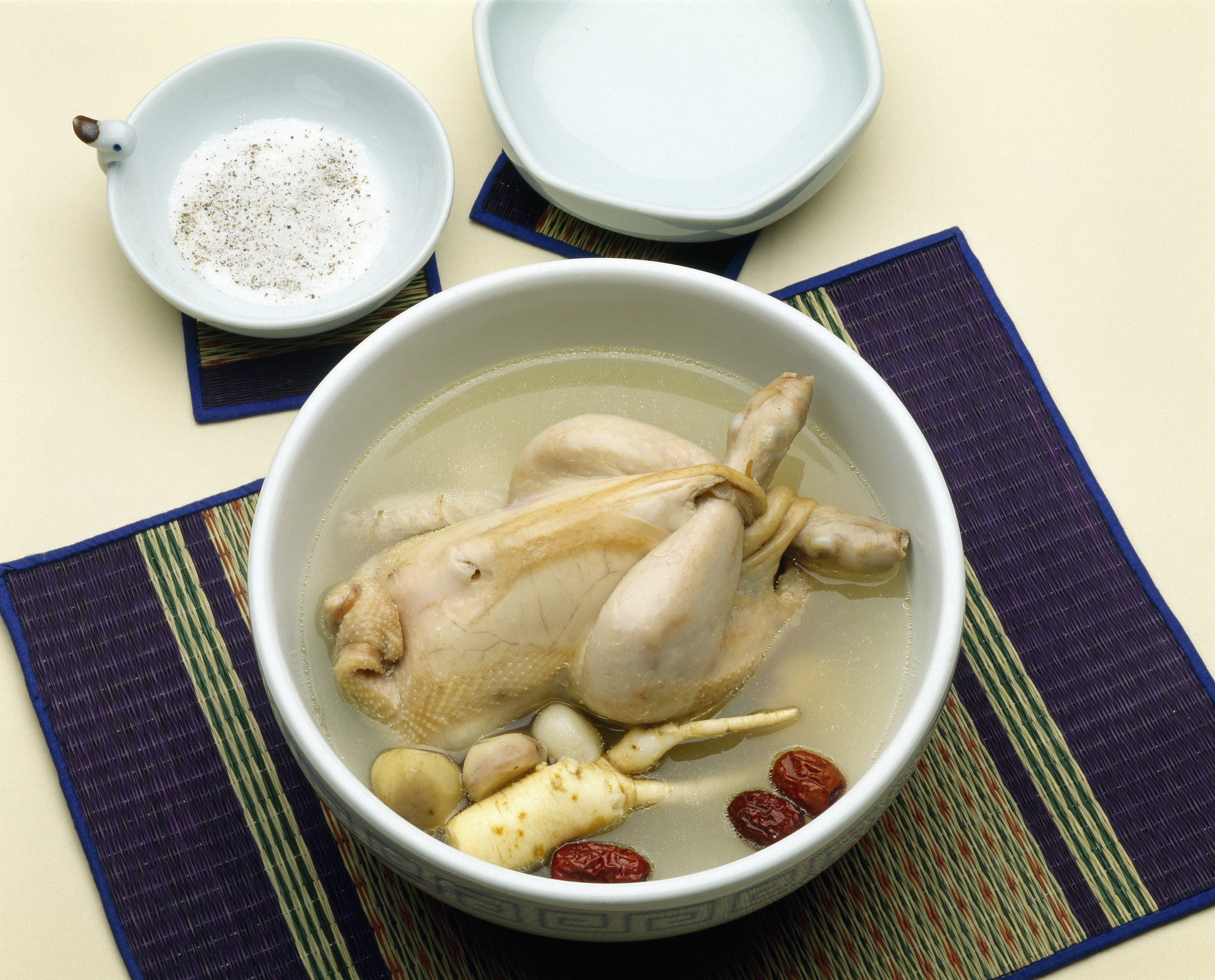
参鶏湯

三伏に合わせ、朝鮮文化では暑気払いとしてサムゲタン、ユッケジャン等の鶏肉料理や犬肉料理をよく食べる。鶏肉や犬肉が日本のウナギと同様に夏場の強壮食品と認識されているためである。

### 中国
中国医学では「冬の病は夏に治す」という理論に基づき、膏薬を体に貼って冬に掛かりやすい病気を予防する処置が三伏に行われることから「三伏貼」と呼ばれている。